# أحمد العجمي (لاعب كرة قدم)
أحمد العجمي لاعب كرة قدم سعودي سابق، يلعب في خط الدفاع .
كانت بداياته مع نادي الخليج و بعدها لعب لأندية النصر والفتح ونجران .

## روابط خارجية
- أحمد العجمي على موقع Soccerway.com (الإنجليزية)